# Plešivec
Plešivec (in ungherese Pelsőc) è un comune della Slovacchia facente parte del distretto di Rožňava, nella regione di Košice.